# 황석호
황석호(黃錫鎬, 1989년 6월 27일 ~ )은 대한민국의 축구 선수로 현재 K리그2의 수원 삼성 블루윙즈에서 센터백, 왼쪽 풀백으로 활동 중이며 2012년 하계 올림픽 동메달리스트다.

## 클럽 경력

### 산프레체 히로시마
충청북도 청주 출생으로 운호고등학교, 대구대학교를 거쳐 2012년 일본 J1리그의 산프레체 히로시마에 입단하며 프로에 전격 입문했고 이후 2014 시즌까지 공식전 81경기 4골을 기록하며 리그 2회 연속 우승(2012, 2013), 2014년 J리그컵 준우승, 2013년 천황배 준우승, 2014년 AFC 챔피언스리그 16강 진출, 2014년 일본 슈퍼컵 우승 등에 기여했다.

### 가시마 앤틀러스
2014 시즌을 마친 후 같은 J1리그의 가시마 앤틀러스로 이적하여 2015 시즌부터 2016 시즌까지 공식전 55경기 2골을 기록하며 2015년 J리그컵 우승, J1리그 2016 우승, 2016년 천황배 우승, 2016년 FIFA 클럽 월드컵 준우승, 2016년 스루가 은행 챔피언십 준우승 등에 이바지했다.

### 톈진 테다
2017년 1월 중국 슈퍼리그의 톈진 테다로 이적을 확정지은 후 전반기에는 15경기에 출전했지만 그나마도 후반기에는 울리 슈틸리케 감독 부임 이후 아예 경기 출전 명단에서 배제되면서 결국 톈진 테다와 결별했다.

### 시미즈 에스펄스
1시즌 만에 중국 생활을 청산한 뒤 2018 시즌을 앞두고 시미즈 에스펄스로 트레이드되며 1시즌만에 J1리그로 복귀한 이후 2018 시즌부터 3시즌 동안 공식전 83경기 3골을 기록하며 2019년 천황배 준결승 진출의 성과를 남겼다.

### 사간 도스
2020 시즌을 마친 뒤 J1리그의 사간 도스로 이적하여 2014 시즌 5위 이후 7년만의 구단 역사상 J1리그 역대 2번째 최고 성적(7위)에 기여하는 등 2023 시즌까지 사간 도스의 핵심 수비수로 활약했다.

### 울산 HD
2024년 1월 8일 홍명보 감독의 부름을 받아 울산 HD 유니폼으로 갈아입으며 일본 진출 이후 처음으로 K리그 무대를 밟았고 이후 2월 15일 홈에서 열린 일본 J2리그 소속팀인 방포레 고후와의 2023-24년 AFC 챔피언스리그 16강 1차전에서 울산에서의 데뷔전을 치러 35세의 노장임에도 불구하고 엄청난 스피드를 활용한 수비력과 날카로운 오른발 패스 능력을 뽐내며 팀의 3-0 완승에 기여했다.

### 수원 삼성 블루윙즈
2025 시즌 중 여름 이적시장을 통해 수원 삼성으로 이적하였다.

## 국가대표팀 경력

### 대한민국 U-23
U-23 대표팀 소속으로 2012년 하계 올림픽 최종 엔트리에 합류했고 당초 김영권과 장현수의 백업 멤버로 활용될 계획이었으나 대회 직전 부상으로 이탈한 장현수를 대신해 6경기 동안 팀의 주전 센터백으로 활약하며 대한민국 축구 64년 역사상 올림픽 첫 메달(동메달) 획득에 기여했다.

### 대한민국 A대표팀
2012년 A대표팀 첫 발탁 이후 2년 뒤 열린 2014년 FIFA 월드컵 본선에 참가하여 러시아와의 H조 조별리그 1차전에서 후반 31분 홍정호 대신 교체 투입되었으나 아쉬운 수비 실수로 상대팀 케르자코프에게 동점골을 헌납하는 등 이렇다 할 활약을 펼치지 못하면서 팀의 조별리그 탈락을 지켜봐야 했고 그 이후에는 국가대표팀에 단 한번도 발탁되지 못한 채 사실상 국가대표팀 커리어를 마감했다.

## 대회 성적

### 클럽
산프레체 히로시마
- J1리그 : 우승 (2012, 2013)
- J리그컵 : 준우승 (2014)
- 천황배 : 준우승 (2013)
- 일본 슈퍼컵 : 우승 (2014)

가시마 앤틀러스
- J1리그 : 우승 (2016)
- J리그컵 : 우승 (2015)
- 천황배 : 우승 (2016)
- FIFA 클럽 월드컵 : 준우승 (2016)
- 스루가 은행 챔피언십 : 준우승 (2016)

시미즈 에스펄스
- 천황배 : 준결승 (2019)

울산 HD
- AFC 챔피언스리그 엘리트 : 준결승 (2023-24)
- K리그1 : 우승 (2024)

### 국가대표팀
대한민국 U-23
- 하계 올림픽 : 동메달 (2012)